# Corrado I di Franconia
Corrado I di Franconia, detto anche il Giovane (881 – Weilburg, 23 dicembre 918), dal 906 fu duca di Franconia e dal 911 al 918 re dei Franchi orientali.

## Biografia
Figlio primogenito del conte Corrado il Vecchio e di Glismut, dopo la morte del padre divenne il capo della famiglia dei Corradiani, una famiglia della nobiltà franca, la cui influenza si estendeva su Turingia, Lotaringia e basso Reno.
Durante il regno di Ludovico IV il Fanciullo, Corrado si assicurò definitivamente il predominio sul ducato di Franconia sconfiggendo i conti Popponidi/Babenberg di Franconia, suoi avversari. I Popponidi e i Corradini avevano ripetutamente combattuto per il controllo della Franconia. Nel 906 il conte palatino Adalberto di Babenberg tese un'imboscata ai Corradini nelle vicinanze di Fritzlar. Il combattimento che ne seguì vide la sconfitta dei Popponidi. Adalberto venne poi imprigionato su ordine del re e condannato a morte per aver violato la pace reale. I Popponidi persero tutti i loro titoli e le loro proprietà in Franconia. Corrado divenne invece, nel 910, l'indiscusso duca di Franconia.
Come duca di Franconia ebbe un ruolo decisivo a corte. Alla morte di Ludovico (ultimo dei carolingi a regnare sui Franchi orientali), nel 911, Corrado venne eletto re (novembre 911), nel palazzo reale di Forchheim. Carlo il Semplice, re dei Franchi Occidentali, non venne invitato a partecipare all'elezione. Con questo affronto si spezzava il legame dinastico tra i due regni dei franchi. Il prezzo che Corrado dovette pagare fu la Lotaringia. Il duca Giselberto di Lotaringia, che covava ambizioni d'indipendenza, legò il proprio ducato a Carlo il Semplice. Corrado non riuscì a riconquistare la Lotaringia, nonostante tre campagne militari condotte negli anni 912 e 913. Solamente il suo successore, Enrico l'Uccellatore, riportò la Lotaringia nel regno dei Franchi orientali, quinto tra i ducati originari (gli altri erano Baviera, Svevia, Sassonia e Franconia).
Il regno di Corrado fu funestato da incursioni dei magiari, mentre i ducati di Svevia, Baviera e Sassonia erano sempre più spesso scossi da ribellioni. Il territorio su cui esercitava un autentico controllo si limitava in sostanza al solo ducato di Franconia. Durante la sua ultima campagna contro Baviera e Svevia venne gravemente ferito in battaglia e morì nel dicembre 918. Dopo la sua morte, una dieta elesse come suo successore Enrico l'Uccellatore. Anche se secondo Vitichindo di Corvey venne sepolto a Weilburg, Corrado venne inumato nell'abbazia di Fulda.

## Matrimonio
Corrado aveva sposato nel 913 Cunegonda, vedova del margravio Liutpoldo di Baviera. Dal matrimonio non nacquero figli.